# Michał Borwicz
Michał Maksymilian Borwicz, ur. jako Maksymilian Boruchowicz (ur. 11 października 1911 w Krakowie, zm. 31 sierpnia 1987 w Paryżu) – polski poeta, prozaik, publicysta pochodzenia żydowskiego, piszący w językach polskim, jidysz i francuskim.
Debiutował w 1934 na łamach prasy pod oryginalnym nazwiskiem jako krytyk literacki. W 1938 wydał powieść Miłość i rasa. W latach 1939–1942 przebywał we Lwowie. Od 1942 do 1943 był więźniem (pseudonim „Ilian”) obozu janowskiego we Lwowie. We wrześniu 1943 roku udało mu się uciec z obozu dzięki pomocy przyjaciół z PPS działających w Radzie Pomocy Żydom „Żegota”. Po ucieczce z obozu działał w partyzantce pod pseudonimem „Zygmunt”. Na jego prośbę, w październiku 1943, przyjaciele wydostali z obozu także 12-letnią osieroconą Jankę Hescheles.
W latach 1945–1947 był kierownikiem Wojewódzkiej Żydowskiej Komisji Historycznej w Krakowie. Ukończył studia na Wydziale Filozoficznym Uniwersytetu Jagiellońskiego.
W 1947 roku zamieszkał w Paryżu. Współpracował z Centrum Studiów Historycznych przy Związku Żydów Polskich we Francji, publikował w czasopismach takich jak „L’Arche”, „Les Nouveaux cahiers”, „Evidences”, „Kultura”, „Zeszyty Historyczne”, „Esprit”.
W 1953 uzyskał stopień doktora z dziedziny socjologii na Sorbonie, promotorem jego pracy doktorskiej był Georges Gurvitch.

## Wybrana twórczość
- Brzozowski i Malraux (szkic, Lwów 1937)
- Fizjologia rozpaczy i nihilizmu (rozważania, Kraków 1937)
- Miłość i rasa (powieść, Kraków 1938)
- Uniwersytet zbirów. Rzecz o obozie Janowskim we Lwowie 1941–1944 (wspomnienia, Kraków 1946)
- Literatura w obozie (szkice, Kraków 1946)
- Ze śmiercią na ty (poezje, Warszawa 1946)
- Spod szubienicy w teren (wspomnienia)
- Aryan Papers. Buenos Aires: 3 Bände, 1955
- Vies interdites. Paris, Casterman, 1969
- Écrits des condamnés à mort sous l’occupation nazie 1939–1945 (Paris: PUF 1954; Paryż: Gallimard 1973)
- 1000 ans de vie juive en Pologne (Association des Juifs Polonais en France. Centre d’Etudes Historique, Paryż 1957)
- L’Insurrection du ghetto de Varsovie (Paryż: Gallimard 1974)
- Ludzie, książki, spory. Paryż: Księgarnia polska w Paryżu, 1980
- Le cas de Marek Halter: jusqu’où est-il tolérable d’aller trop loin? Paris: Impr. IMPO, 1984.